# تيست درايف آنليميتد 2
تيست درايف آنليميتد 2 [[اللغة الإنجليزية|{{إنج]](Test Drive Unlimited 2)، هي لعبة إلكترونية من نوع سباق السيارات ،(عالم مفتوح) أنتجت عام 2011م، وهي إحدى إصدارات السلسلة الشهيرة تيست درايف واللتى كان الإصدار الأول منها في عام 1987م وتدور احداث اللعبة في جزيرتين هما هاواى في اوهايو، وجزيرة إبيزا في إسبانيا وتم تصنيف اللعبة كثالث أكبر لعبة من حيث المساحة حيث تبلغ مساحة اللعبة 618 ميل وهي مساحة كبيرة جدا لهذا النوع من العاب السيارات واللعبة متاحة للعب الفردى والجماعى إيضا لعبة فيديو جماعية وتعمل على أنظمة التشغيل الثلاثة وهي: بلاي ستيشن 3 وإكس بوكس 360 ومايكروسوفت ويندوز.

## وصلة خارجية
- الموقع الرسمي